# Lagodechi
Lagodechi – miasto w Gruzji, w regionie Kachetia. W 2014 roku liczyło 5918 mieszkańców. Miasto partnerskie polskiego Miasta Ostrołęki.